# Donata D'Annunzio Lombardi
Donata D'Annunzio Lombardi (Avezzano, 27 aprile 1969) è un soprano italiano.

## Biografia
Debutta nel 1991 al Teatro Vespasiano di Rieti, vincendo il Concorso per le Nuove Voci della Lirica "Mattia Battistini", e nel 1996 vince anche la prima edizione del Concorso Internazionale di Canto "Francesco Paolo Tosti" di Ortona.
Nel 2019 viene premiata con il 48º "Premio Puccini" del Festival Puccini di Torre del Lago.
Oltre a ruoli pucciniani (Musetta, Mimì, Cio-Cio-San, Magda, Suor Angelica) ha interpretato anche quelli di Desdemona (Otello), Maria Stuarda e Aida, quest'ultimo a Rovigo nella versione registica creata da Franco Zeffirelli per il teatro di Busseto in occasione del centenario verdiano (2001). Si è dedicata anche all'operetta.
È membro onorario dell'Istituto Nazionale Tostiano di Ortona.

## Discografia
- Tosti: Romanze, Canzoni, Chansons, Songs - D. D'Annunzio Lombardi, soprano, I. Crisante, pianoforte - Bongiovanni, 2000 [5]
- "Il Sibilo (The Whisper)" - Arie inedite da camera di Rossini, Donizetti, Pacini, Vaccaj, Mercadante - D'Annunzio Lombardi, Focile, Clarke, D'Arcangelo, Harper [6]
- "Laura Brioli, mezzosoprano" (con Donata D'Annunzio Lombardi e Oliver Widmer) - Operissimo, 1997 [7]

## DVD
- Puccini: La bohème (Fantini, D'Annunzio Lombardi, Pisapia, Viviani, Valleggi, Robertson, Scaparro, Folon) - Dynamic, 2008 [8]
- Offenbach: La bella Elena (D'Annunzio Lombardi, Botta, Rumetz, Piccoli, Moretti, Muraro, Pamio, Patalini, Fratarcangeli, Natale, Basso, Spinu, Guarino, Guingal, Meisters, Savary) - Fabbri Editori, 2000
- Kálmán: La duchessa di Chicago (Calabresi, Moretti, Rossi, D'Annunzio Lombardi, Cosotti, Testa, Azchirvani, Pelison, Quatrosi, Badia, Heusel, Carniti, Di Pietro) - Fabbri Editori, 2003
- Donizetti: Le convenienze ed inconvenienze teatrali (D'Annunzio Lombardi, Bordogna, Marabelli, Donzelli, Formaggia, Colaianni, Cornacchini, Marani, Girometti, Clemente, Recchia) - Bongiovanni, 2012 [9]